# Lavigney
Lavigney és un municipi francès situat al departament de l'Alt Saona i a la regió de Borgonya - Franc Comtat. L'any 2007 tenia 122 habitants.

## Demografia

### Població
El 2007 la població de fet de Lavigney era de 122 persones. Hi havia 48 famílies, de les quals 12 eren unipersonals (8 homes vivint sols i 4 dones vivint soles), 20 parelles sense fills i 16 parelles amb fills.
La població ha evolucionat segons el següent gràfic:
Habitants censats

### Habitatges
El 2007 hi havia 73 habitatges, 51 eren l'habitatge principal de la família, 6 eren segones residències i 15 estaven desocupats. 68 eren cases i 4 eren apartaments. Dels 51 habitatges principals, 44 estaven ocupats pels seus propietaris, 5 estaven llogats i ocupats pels llogaters i 2 estaven cedits a títol gratuït; 1 tenia dues cambres, 3 en tenien tres, 12 en tenien quatre i 35 en tenien cinc o més. 45 habitatges disposaven pel capbaix d'una plaça de pàrquing. A 21 habitatges hi havia un automòbil i a 24 n'hi havia dos o més.

### Piràmide de població
La piràmide de població per edats i sexe el 2009 era:
| Homes | Edats   | Dones |
| ----- | ------- | ----- |
| 0     | 95 o +  | 0     |
| 0     | 90 a 94 | 0     |
| 0     | 85 a 89 | 4     |
| 0     | 80 a 84 | 0     |
| 4     | 75 a 79 | 8     |
| 8     | 70 a 74 | 4     |
| 4     | 65 a 69 | 0     |
| 4     | 60 a 64 | 12    |
| 0     | 55 a 59 | 0     |
| 0     | 50 a 54 | 0     |
| 0     | 45 a 49 | 0     |
| 0     | 40 a 44 | 0     |
| 12    | 35 a 39 | 8     |
| 0     | 30 a 34 | 4     |
| 4     | 25 a 29 | 4     |
| 0     | 20 a 24 | 0     |
| 4     | 15 a 19 | 0     |
| 4     | 10 a 14 | 0     |
| 12    | 5 a 9   | 4     |
| 4     | 0 a 4   | 0     |

## Economia
El 2007 la població en edat de treballar era de 62 persones, 48 eren actives i 14 eren inactives. De les 48 persones actives 45 estaven ocupades (27 homes i 18 dones) i 3 estaven aturades (1 home i 2 dones). De les 14 persones inactives 6 estaven jubilades, 5 estaven estudiant i 3 estaven classificades com a «altres inactius».

### Ingressos
El 2009 a Lavigney hi havia 49 unitats fiscals que integraven 120 persones, la mediana anual d'ingressos fiscals per persona era de 16.415 €.

### Activitats econòmiques
Dels 6 establiments que hi havia el 2007, 2 eren d'empreses alimentàries, 1 d'una empresa de fabricació de material elèctric, 1 d'una empresa de construcció i 2 d'empreses de comerç i reparació d'automòbils.
L'únic servei als particulars que hi havia el 2009 era un guixaire pintor.
L'any 2000 a Lavigney hi havia 6 explotacions agrícoles que ocupaven un total de 438 hectàrees.

## Poblacions més properes
El següent diagrama mostra les poblacions més properes.